# Lars Hall
Lars Göran Ivar Hall (Karlskrona, 30 aprile 1927 – Täby, 26 aprile 1991) è stato un pentatleta svedese.

## Palmarès
In carriera ha conseguito i seguenti risultati:
- Giochi olimpici:

Helsinki 1952: oro nel pentathlon moderno individuale ed argento a squadre.
Melbourne 1956: oro nel pentathlon moderno individuale.
- Mondiali:

Stoccolma 1949: oro nel pentathlon moderno a squadre.
Berna 1950: oro nel pentathlon moderno individuale ed a squadre.
Helsingborg 1951: oro nel pentathlon moderno individuale ed a squadre.
Santo Domingo 1953: oro nel pentathlon moderno a squadre.